# Wayne Connelly
Wayne Francis Connelly (Rouyn-Noranda, 16 dicembre 1939) è un ex hockeista su ghiaccio canadese che nel corso della carriera ha giocato in National Hockey League e nella World Hockey Association.

## Carriera
Connelly giocò a livello giovanile per cinque stagioni nella Ontario Hockey Association, quattro delle quali con la maglia dei Peterborough Petes, formazione con cui disputò la Memorial Cup del 1959, mentre un anno più tardi conquistò il  Red Tilson Trophy come miglior giocatore della lega.
Nella stagione 1960-61 debuttò fra i professionisti all'interno dell'organizzazione dei Montreal Canadiens, formazione con cui esordì in National Hockey League giocando tre partite; il resto dell'anno lo trascorse nella Eastern Professional Hockey League.
Nell'autunno del 1961 si trasferì nei Boston Bruins, formazione con cui conquistò per la prima volta un posto da titolare. Rimase nell'organizzazione dei Bruin per sei stagioni, dividendosi fra NHL, EPHL e la Western Hockey League, lega in cui militò con successo per tre stagioni con il farm team dei San Francisco Seals.
Nell'estate del 1967 in occasione dell'NHL Expansion Draft Connelly fu selezionato dai Minnesota North Stars, formazione con cui giocò per quasi due stagioni prima della cessione nel febbraio del 1969 ai Detroit Red Wings. Fu inoltre il primo giocatore a segnare un rigore nella storia dei playoff della Stanley Cup. A cavallo del 1970 Connelly cambiò spesso formazione in NHL, passando dai Red Wings ai St. Louis Blues e infine nella stagione 1971-72 ai Vancouver Canucks.
Connelly nell'estate del 1972 lasciò la NHL per trasferirsi nella neonata World Hockey Association ritornando in Minnesota ma con la maglia dei Minnesota Fighting Saints. Rimase con i Fighting Saints fino allo scioglimento della franchigia nella primavera del 1976 totalizzando il massimo in carriera per punti ottenuti, ben 95 nella stagione 1973-74. Nel finale della carriera giocò ancora nella WHL con le maglie di Cleveland, Calgary e infine degli Edmonton Oilers per poi ritirarsi nel 1977.

## Palmarès

### Individuale
- OHA First All-Star Team: 1

1958-1959
- OHA MVP Red Tilson Trophy: 1

1959-1960
- WHL Second All-Star Team: 2

1964-1965, 1965-1966